# Koroljov (město)
Koroljov (rusky Королëв) je město v Moskevské oblasti Ruska, dříve známé jako Podlipki či Kaliningrad u Moskvy.

## Historie
Zprvu vesnice Podlipki, v letech 1939–1996 již rostoucí městečko Kaliningrad Moskevské oblasti (Калининград Московской области).
Město bylo přejmenováno v roce 1996 na počest Sergeje Koroljova, hlavní osobnosti sovětského raketového programu, který zde dlouhé roky pracoval. Nyní zde žije přes 180 tisíc obyvatel. Ve městě je Muzeum RKK Eněrgija, věnované kosmonautice.

## RKK Eněrgija
Vědecko-výzkumná kancelář 88 zde vznikla ihned po ukončení II. světové války. Později se z ní oddělila OKB-1, tedy Zvláštní konstrukční kancelář, kde pracoval Koroljov, hlavní konstruktér raketového a kosmického výzkumu poválečného období. Kancelář byla vícekrát přejmenována, dnes zde sídlí hlavní ruská firma v oblasti kosmonautiky RKK Energija. I ta se po smrti Koroljova přejmenovala, na jeho památku je plným jménem AO RKK Energija im. S. P. Koroljova (rusky) АО РКК Энергия им. С. П. Королёва.
V roce 1973 bylo kvůli chystanému letu Sojuz-Apollo v Podlipkách postaveno nové řídící středisko CUP – Centrum upravlenija poljotom, což byl protějšek řídícího sálu v americkém Houstonu.